# SCENE II
『SCENE II』（シーン・ツー）は、ASKAの2枚目のオリジナル・アルバム。1991年6月5日に発売された。発表元はポニーキャニオン。
2001年7月18日にCD、2018年11月21日には『SCENEⅡ - Remix ver. -』（シーン・ツー・リミックスバージョン）というタイトルでUHQ-CDによる再発売がされている。

## 背景・リリース
前作『SCENE』以来およそ3年ぶりとなるソロ・アルバム。初回限定盤はスリーブケース・ブックレット付。
2005年11月23日には、本作から14年ぶりとなる『SCENE』シリーズ『SCENE III』が発売される。また、本作と『SCENE』を含んだBOXセット『SCENE I & II limited edition』も期間限定で同時発売された。

## 制作・音楽性
収録曲数10曲のうち、5曲が他のアーティストに提供した楽曲のセルフカバーである。
ASKAはこの頃の作風について、「デイヴィッド・フォスターに影響を受けていて、彼を意識した曲作りが多かった」と述べている。

## 受賞歴
- 第33回日本レコード大賞[6]
  - 優秀アルバム賞

## チャート成績
「はじまりはいつも雨」の人気もあり、本作はオリコン週間ランキング初登場から2週連続1位を獲得した。1991年8月26日付の同ランキングにて、シングルではCHAGE and ASKAの「SAY YES」、アルバムでは本作が1位を獲得した。グループ&ソロ作品でシングル・アルバム1位を獲得するのは、おニャン子クラブ・高井麻巳子以来2組目の快挙となった。

## 収録曲
| 全作詞・作曲: 飛鳥涼。 |                                   |           |            |          |      |
| #                      | タイトル                          | 作詞      | 作曲・編曲 | 編曲     | 時間 |
| 1.                     | 「はじまりはいつも雨」            | 飛鳥涼    | 飛鳥涼     | 澤近泰輔 | 4:23 |
| 2.                     | 「けれど空は青 〜close friend〜」 | 飛鳥涼    | 飛鳥涼     | 十川知司 | 5:21 |
| 3.                     | 「Love is alive」                 | 飛鳥涼    | 飛鳥涼     | 澤近泰輔 | 5:45 |
| 4.                     | 「DAYS OF DREAM」                 | 飛鳥涼    | 飛鳥涼     | 十川知司 | 5:36 |
| 5.                     | 「恋」                            | 飛鳥涼    | 飛鳥涼     | 佐藤準   | 6:00 |
| 6.                     | 「都会の空」                      | 飛鳥涼    | 飛鳥涼     | 十川知司 | 5:22 |
| 7.                     | 「風の住む町」                    | 飛鳥涼    | 飛鳥涼     | 西平彰   | 6:18 |
| 8.                     | 「PLEASE」                        | 飛鳥涼    | 飛鳥涼     | 佐藤準   | 6:01 |
| 9.                     | 「君が愛を語れ」                  | 飛鳥涼    | 飛鳥涼     | 澤近泰輔 | 5:42 |
| 10.                    | 「止まった時計」                  | 飛鳥涼    | 飛鳥涼     | 佐藤準   | 7:57 |
| 合計時間:              | 合計時間:                         | 合計時間: | 58:25      |          |      |

## 楽曲解説
1. はじまりはいつも雨
1991年3月6日に発売した3枚目のシングル。特に記載はないが、シングルとは別ミックス。
2005年11月23日発売のBOXセット『SCENE I & II limited edition』ではシングル・ミックスに差し替えられている。
2. けれど空は青 〜close friend〜
ASKAが出版した単行本[8]のタイトルが気に入っていて、丁度タイトルに良い曲が出来てきたという。
詞は、男の友情がテーマ。
2012年発売のMOOK本『ぴあ&ASKA』発行の際にweb上で募ったアンケートでは、ASKAのソロ曲で一番好きな楽曲第2位にランクインした[9]。
3. Love is alive
岩崎宏美（当時は益田宏美）とのデュエット曲。
ASKAは岩崎のファンで、はじめから彼女とデュエットすることしか考えていなかったという。
4. DAYS OF DREAM
離婚する2人をテーマにした楽曲で、曲調はけだるい感じのポップス・ジャズと述べている。
5. 恋
1990年日野美歌に提供した曲（シングル「恋」）のセルフカバー。
大人の女性の歌を書きたかったとしている。
6. 都会の空
1989年髙橋真梨子に提供した曲（アルバム『Pretend』収録曲）のセルフカバー。
曲も詞も、提供以前からあったもので、詞は1984年発売のASKAの詩集に収められている[10]。
7. 風の住む町
1990年に中村雅俊へ提供した曲（シングル「風の住む町」）のセルフカバー。
8. PLEASE
1990年光GENJIに提供した「荒野のメガロポリス」のカップリングとして収録されていた曲のセルフカバー。
子どもの声（杉並児童合唱団）をコーラスに使っている。翌年発売のCHAGE&ASKAのアルバム『GUYS』収録の「世界にMerry X'mas」のロンドンレコーディングでも、現地の子どものコーラスを使用している。
2009年にSHUUBIが、"SHUUBI with 古川昌義" 名義で発売したコラボレーション・アルバム『please』でカバーしている。
9. 君が愛を語れ
1991年3月6日発売のシングル「はじまりはいつも雨」のカップリング曲。
1992年に時任三郎がカバーし、シングル発売した。特に記載はないが、シングルとは別ミックス。
10. 止まった時計
1990年薬師丸ひろ子に提供した曲（アルバム『Heart's Delivery』収録曲）のセルフカバー。
1999年に発売したベスト・アルバム『ASKA the BEST Selection 1988-1998』では、アコースティックアレンジの "new version" が収録されている。
2002年に岩崎宏美がカバーし、シングル「止まった時計」として発売した。

## 参加ミュージシャン
- Synthesizer Sound Designer：浦田恵司、森達彦、中山信彦
- Drums：山木秀夫、江口信夫
- E.Bass：美久月千晴、富倉安生
- Keyboards：佐藤準、西平彰、澤近泰輔
- Piano：中西康晴
- E.Guitar：村上啓介、松原正樹、角田順
- A.Guitar：笛吹利明、近藤敬三
- Mandolin：笛吹利明、吉川忠英
- Flute：旭孝
- English Horn：石橋雅一
- Clarinet：山根公男
- Fagot：岡本正之
- French Horn：藤田乙比古、中島大之、松田俊太郎、井上詩朗
- Trumpet：数原晋
- Trombone：清岡太郎
- Strings：金子飛鳥Group、友田Group、篠崎Group、佐藤のゆりGroup
- Chorus：ASKA、木戸やすひろ（#8）、THE MUGIFUMI（#9）、杉並児童合唱団（#8）
- Conductor：中谷勝昭、山本直親